# کولسانو
کولسانو (به ایتالیایی: Collesano) یک کومونه در ایتالیا است که در استان پالرمو واقع شده‌است.

## خصوصیات
کولسانو ۴٬۱۲۳ نفر جمعیت دارد و ۴۶۸ متر بالاتر از سطح دریا واقع شده‌است.

## خواهرخوانده
شهر ایوردون لبن خواهرخواندهٔ کولسانو هست.